# SC Farense

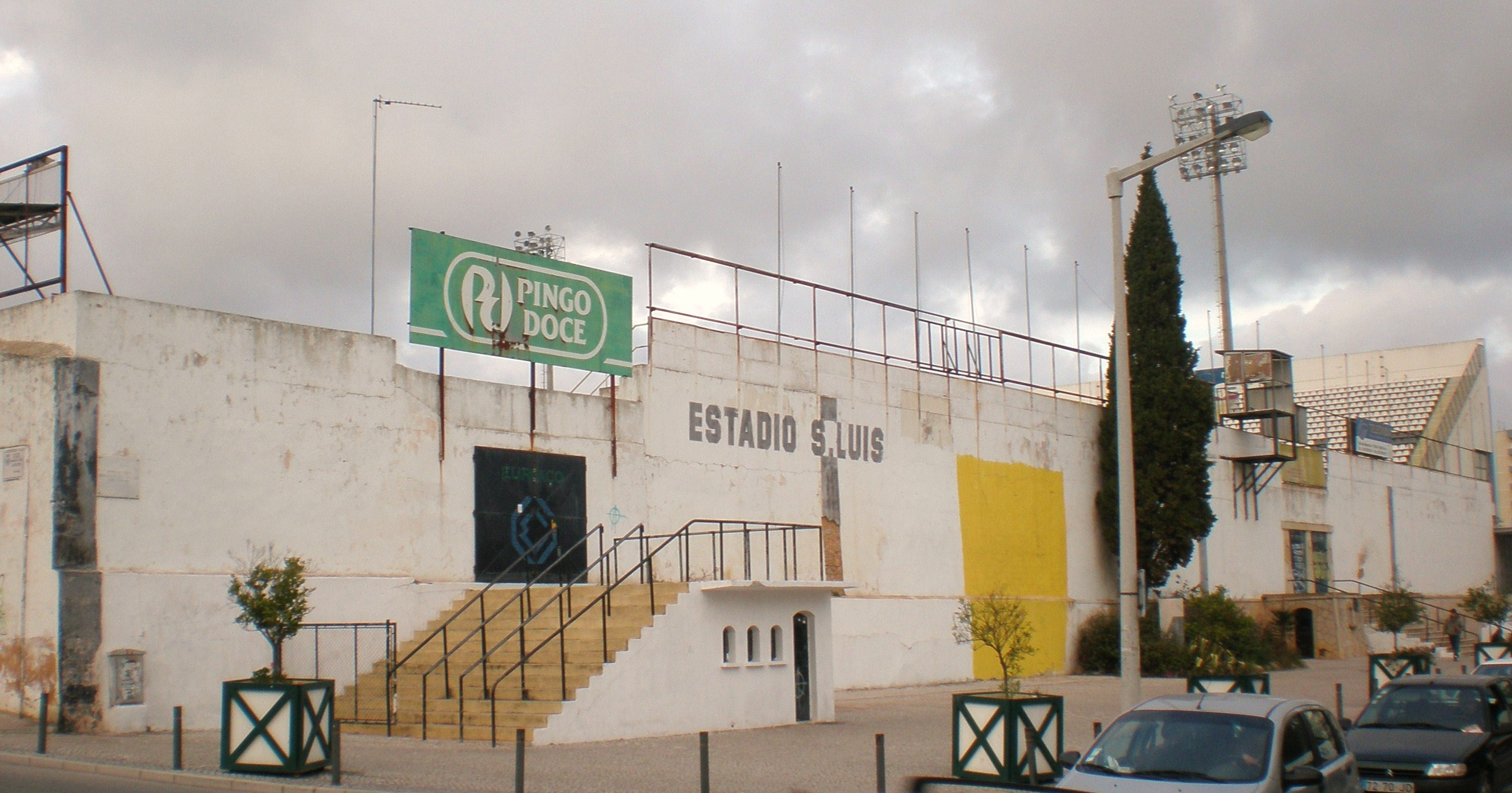
Estádio de São Luís

Sporting Clube Farense je portugalský fotbalový klub z města Faro na jihu Portugalska. Byl založen v roce 1910. Své domácí zápasy hraje na Estádio de São Luís s kapacitou 15 000 míst, v letech 2004–2013 hrál na Estádio Algarve s kapacitou 30 000 míst.

Klubové barvy jsou černá a bílá.

## Úspěchy
Národní
- 1× vítěz Segunda Divisão Portuguesa (1939/40 – Algarve, 1982/83 – Zona Sul)[pozn. 1][3]

## Účast v evropských pohárech
| Ročník  | Soutěž     | Kolo    | Soupeř                 | Doma | Venku | Celkem | Postup  |
| ------- | ---------- | ------- | ---------------------- | ---- | ----- | ------ | ------- |
| 1995/96 | Pohár UEFA | 1. kolo | Olympique de Marseille | 0:1  | 0:1   | 0:2    | vyřazen |